# Aeroportul Yuncheng Guangong
Aeroportul Yuncheng Guangong (IATA: YCU, ICAO: ZBYC) este un aeroport din Yuncheng⁠(d), Shanxi, Republica Populară Chineză ce deservește zona Yuncheng⁠(d). Aeroportul a fost tranzitat în 2022 de 890.982 de pasageri. A fost numit după zona deservită.
Aeroportul dispune de o singură pistă.